# Воробьёв, Иван Григорьевич (Герой Советского Союза)
Иван Григорьевич Воробьёв (1920—1965) — майор Советской Армии, участник Великой Отечественной войны, Герой Советского Союза (1944).

## Биография
Иван Воробьёв родился 24 января 1920 года в селе Гончарово (ныне — Кардымовский район Смоленской области).
Окончил семь классов школы, затем, в 1939 году — Смоленский техникум физической культуры и аэроклуб.
В августе 1940 года Воробьёв был призван на службу в Рабоче-крестьянскую Красную Армию. В 1940—1941 годах он учился в Уречьенской военной авиационной школе лётчиков в Минской области Белорусской ССР, в 1942 году окончил Пермскую военную авиационную школу лётчиков. С ноября 1942 года — на фронтах Великой Отечественной войны. Прошёл путь от лётчика до командира авиационной эскадрильи. Принимал участие в боях на Северо-Кавказском и 4-м Украинском фронтах. Участвовал в Сталинградской битве, освобождении Кубани и Крыма.
С июля 1944 года капитан Иван Воробьёв был заместителем командира эскадрильи 190-го штурмового авиаполка (214-й штурмовой авиадивизии, 15-й воздушной армии, 2-го Прибалтийского фронта). К осени 1944 года он совершил 129 боевых вылетов, сбил 2 самолёта в воздушных боях и 9 уничтожил на аэродроме.
Указом Президиума Верховного Совета СССР от 26 октября 1944 года за «мужество и героизм, проявленные в боях с немецкими захватчиками» капитан Иван Воробьёв был удостоен высокого звания Героя Советского Союза с вручением ордена Ленина и медали «Золотая Звезда» за номером 4515.
Участвовал в освобождении Прибалтики. Всего за время войны он совершил 179 боевых вылетов на штурмовике «Ил-2», сбил 3 вражеских самолёта. Также за время войны два раза был подбит (в 1942 и 1944 годах), оба раза совершал вынужденную посадку. В 1945 году Воробьёв окончил Липецкие высшие авиационно-тактические курсы. В июле 1946 года в звании майора он был уволен в запас. В 1948—1951 годах он был лётчиком транспортного отряда Министерства авиационной промышленности СССР. С 1951 года Воробьёв был лётчиком-испытателем авиационного завода № 30 в Московской области. Участвовал в испытаниях пассажирских самолётов «Ил-14» и «Ил-18», сверхзвуковых истребителей «Су-9» и «МиГ-21», а также их различных модификаций.
Погиб 24 января 1965 года во время испытательного полёта на самолёте «МиГ-21ПФ». 
Похоронен на Ваганьковском кладбище (4 уч.).24 января 2022 года на доме № 3 по ул.Воробьёва в Смоленске будет открыта мемориальная доска.

## Награды
Заслуженный лётчик-испытатель СССР (1964). Был также награждён тремя орденами Красного Знамени, двумя орденами Александра Невского, орденами Отечественной войны 1-й степени, Трудового Красного Знамени, Красной Звезды, а также рядом медалей.

## Память
- В честь Воробьёва названы улица в Смоленске и школа в Кардымовском районе.
- В Луховицах его именем названа улица и главный городской парк, где ему установлен памятник[1].